# Verwaltungsgliederung des Erzstifts Salzburg
Diese Liste beschreibt die Verwaltungsgliederung des Erzstifts Salzburg insbesondere in der Zeit von 1649 bis zur Säkularisation des Erzstifts 1803.

## Zentralbehörden
Es bestanden folgende Zentralbehörden:
- die Geheime Hofkanzlei:  bis in das 15. Jahrhundert wurde das Amt des Hofkanzlers zumeist vom Bischof von Chiemsee bekleidet.
- die sogenannten Dikasterien:  der Hofrat, die Hofkammer, die Deputation der auswärtigen Geschäfte und der Hofkriegsrat

## Pflegämter
Unterhalb der Zentralbehörden bestanden bis zu 33 Pflegämter und Landgerichte (die auch Stadt- und Landgerichte sein konnten), oft zusammenfassend Pfleggericht genannt. An der Spitze der Pflegämter stand ein Pfleger, dem ein Landrichter nachgeordnet war. Bei den (kleineren) Landgerichten war der Landrichter der höchste Beamte. Wie im Heiligen Römischen Reich üblich war die Trennung der Rechtsprechung von der Verwaltung nicht umgesetzt. Die Ämter waren sowohl erstinstanzliche Gerichte als auch Verwaltungs-, Polizei- und Steuerbehörden.

## Liste der Pflegämter
| Amt                                                   | Amtssitz                      | Anmerkung |
| ----------------------------------------------------- | ----------------------------- | --- |
| Pfleg- und Landgericht Abtenau                        | Abtenau                       | |
| Pfleg- und Landgericht Fügen                          | Fügen                         | 1649 von Kropfsberg abgetrennt, 1768 wieder eingegliedert |
| Landgericht Gastein                                   | Gastein                       | |
| Pfleg- und Landgericht St. Gilgen (Hüttenstein)       | St. Gilgen                    | |
| Pfleg- und Landgericht Glanegg                        | Hellbrunn                     | |
| Pfleg- und Landgericht Golling                        | Golling                       | |
| Pfleg- und Landgericht Hallein                        | Hallein                       | |
| Pfleg- und Landgericht Hopfgarten                     | Hopfgarten im Brixental       | |
| Pfleg- und Landgericht Laufen                         | Laufen                        | |
| Pfleggericht Lengberg                                 | Schloss Lengberg              | |
| Pfleg- und Landgericht Lofer                          | Lofer                         | |
| Pfleg- und Landgericht Mattsee                        | Mattsee                       | |
| Pfleg- und Landgericht Mittersill                     | Mittersill                    | |
| Pfleg- und Landgericht Moosham                        | Schloss Moosham               | 1790 in die Sprengel Pfleg- und Landgericht Tamsweg (Tamsweg) und Pfleg- und Landgericht St. Michael (St. Michael) geteilt                                                                            |
| Pfleg- und Landgericht Mühldorf                       | Mühldorf                      | |
| Pfleg- und Landgericht Neuhaus                        | Schloss Neuhaus               | |
| Pfleg- und Landgericht Neumarkt                       | Altentann und Lichtentann     | |
| Pfleg- und Landgericht Radstadt                       | Radstadt                      | |
| Landgericht Rauris                                    | Rauris                        | 1801 aufgelöst und mit Taxenbach verschmolzen |
| Pfleg- und Landgericht Saalfelden (Lichtenberg)       | Saalfelden am Steinernen Meer | |
| Pfleg- und Landgericht Staufeneck                     | Schloss Staufeneck            | |
| Pfleg- und Landgericht St. Johann                     | St. Johann im Pongau          | |
| Pfleg- und Landgericht Straßwalchen                   | Straßwalchen                  | |
| Pfleg- und Landgericht Teisendorf (Raschenberg)       | Teisendorf                    | |
| Pfleg- und Landgericht Thalgau (Wartenfels)           | Thalgau                       | |
| Pfleg- und Landgericht Taxenbach                      | Taxenbach                     | |
| Pfleg- und Landgericht Tittmoning                     | Tittmoning                    | |
| Pfleg- und Landgericht Waging (Tettelham)             | Waging                        | |
| Landgericht Wagrein                                   | Wagrein                       | 1802 zu St. Johann |
| Pfleg- und Landgericht Werfen                         | Werfen                        | Seit 1672 in die Gerichtsstäbe Bischofshofen, Pfleg- und Landgericht Goldegg (Goldegg), Landgericht Großarl (Großarl), Pfleg- und Landgericht St. Johann (St. Johann im Pongau) und Werfen aufgeteilt |
| Pfleg- und Landgericht Windisch-Matrei                | Windisch-Matrei               | |
| Pfleg- und Landgericht Zell im Pinzgau (oder Kaprun)  | Zell am See                   | |
| Pfleg- und Landgericht Zell im Zillertal (Kropfsberg) | Zell im Zillertal             | |

In der Landeshauptstadt Salzburg war ursprünglich ein Stadthauptmann der oberste landesherrliche Beamte gewesen. Seit dem frühen 17. Jahrhundert wurde diese Aufgabe vom Stadtsyndikus übernommen.

## Verwaltung sonstiger Salzburger Besitzungen
Unter Salzburger Landeshoheit stand auch der Besitz des Domkapitels, der hier nicht im Detail genannt ist. Das Domkapitel hatte reichen Grundbesitz im Kaiviertel und das Gebiet von Scheffau im Lammertal. Der Hauptbesitz lag im Lungau, wo das Domkapitel in den „befreiten Winkeln“ über eine ausgedehnte Niedergerichtsbarkeit verfügte.
Daneben gab es Salzburger Besitzungen in Bayern (u. a. im Chiemgau und Erdinger Land) und den habsburgischen Ländern, vor allem in Kärnten und der Steiermark. Da Salzburg hier aber keine Landeshoheit hatte bzw. umstritten war, gab es hier in der Regel keine Pflegämter. Es gab hierfür entsprechende Vizedomämter:
- Vizedom (Hofmeisteramt) von Salzburg: ihm unterstanden die Güter in Bayern, in Niederösterreich (Arnsdorf in der Wachau, Wölbling am Ostrand des Dunkelsteinerwaldes und Traismauer im Traisental) und im steirischen Ennstal.
- Vizedom in Friesach: Für die Gebiete südlich des Tauernkamms (trans Turonem) war der Vizedom in Friesach verantwortlich.  Er war verantwortlich für die salzburgischen Herrschaften in Kärnten, d. i. Rottenfels, St. Andrä im Lavanttal, Friesach, Sachsenburg, Hüttenberg, Stall, Althofen, Lengberg und Maria Saal.
- Vizedomamt Leibnitz: bis 1595 bestand auch noch das Vizedomamt Leibnitz, das in diesem Jahr verkauft wurde.[1]